# Australische Badmintonmeisterschaft 1973
Die Australische Badmintonmeisterschaft 1973 fand im September 1973 in Newcastle statt.

## Finalresultate
| Disziplin    | Sieger                            | Finalist                  | Ergebnis           |
| ------------ | --------------------------------- | ------------------------- | ------------------ |
| Herreneinzel | Paul Tyrrell                      | Peter Cooper              | 1-15, 15-9, 15-9   |
| Dameneinzel  | Judy Nyirati                      | Joan Kennington           | 12-11, 11-12, 11-7 |
| Herrendoppel | Peter Cooper Christopher Hardwick | Paul Tyrrell John Clancy  | 12-15, 15-7, 15-9  |
| Damendoppel  | Kay Terry Joan Kennington         | Judy Nyirati Joan Jones   | 15-4, 5-15, 15-6   |
| Mixed        | Christopher Hardwick Kay Terry    | David Hoppen Judy Nyirati | 15-12, 6-15, 18-16 |